# 830er
Portal Geschichte | Portal Biografien | Aktuelle Ereignisse | Jahreskalender | Tagesartikel

◄ |
8. Jh. |
9. Jahrhundert
| 10. Jh. | ►

◄ |
800er |
810er |
820er |
830er
| 840er | 850er | 860er | ►

830 |
831 |
832 |
833 |
834 |
835 |
836 |
837 |
838 |
839

## Ereignisse
- 832: Dublin wird von den Wikingern erobert.
- 836: Normannen plündern London.
- 837: Das Fränkische Reich wird zwischen Kaiser Ludwig I. und seinem Sohn Lothar I. geteilt.